# Bibliothèque publique de Braga
La Bibliothèque publique de Braga est située sur la Praça do Município à Braga.
La bibliothèque est fondée par Manuel Rodrigues da Silva Abreu à partir des bibliothèques de couvents saisies par la loi du 28 mai 1834.
C'est Almeida Garrett qui, par décret du ministère du Royaume du 27 juillet 1840, charge Silva Abreu de « rassembler et d'examiner les bibliothèques des couvents éteints du district de Braga, d'en dresser les catalogues respectifs et de rendre compte de l'appréciation des différents manuscrits qui y existent".
Silva Abreu rassemble les bibliothèques des couvents des Carmélites, de Falperra,  de Saint Fructueux de Braga, Pópulo et Tibães, à Braga ; Santo Antonio dos Capuchos, Casa da Cruz, Casa da Costa, S. Domingos et S. Francisco, de Guimarães ; Franqueira, S. Francisco, Palme et Vilar de Frades, de Barcelos ; Rendufe et Bouro, d'Amares ; Arnoia, de Celorico de Basto ; Refojos et Colégio de S. Bento, de Cabeceiras de Basto.

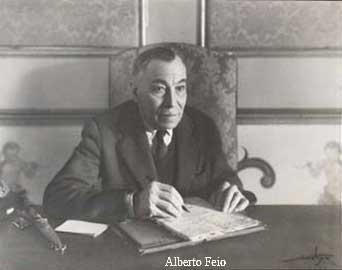
Alberto Feio

La bibliothèque du Couvent des Congrégations rejoint ces bibliothèques, l'ensemble formant une masse considérable de plus de vingt mille volumes.
La Bibliothèque est fondée en 1841 et son inauguration a lieu le 16 septembre 1857.
En 1911, Alberto Feio est nommé bibliothécaire.
En 1934, la bibliothèque déménage à son emplacement actuel dans l'ancien palais de l'archevêque Joseph de Bragance.
Depuis 1975, elle fait partie de l'Université du Minho.
Depuis 1832,  elle dispose d'un dépôt légal de tous les livres et les publications portugaises et conserve les livres de figures locales locaux telles que Barca-Oliveira, Manuel Monteiro, Carrington da Costa, Victor de Sá, Miranda de Andrade, Delfina Gomes, Manuel Martins Capela; Alberto Feio, João Penha, Álvaro Carneiro, Pereira Caldas et Manuel Braga da Cruz[réf. nécessaire]. Elle compte actuellement plus de cinq cent mille volumes .